# 克拉斯·斯萬
克拉斯·斯萬（瑞典語：Clas Svahn，1958年4月12日—）是瑞典新聞工作者、作家和幽浮學家。現於《每日新闻报》任職。

## 生平
畢業於哥德堡新聞學院。1978年至1983年間在《Mariestads-Tidningen》擔任記者，1983年至1990年間在《Norrbottens-Kuriren》擔任記者，1990年至今在《每日新聞報》擔任記者。
1974年，他在年僅16歲時創立瑞典UFO組織。1991年至2013年間擔任瑞典UFO組織主席，2013年起擔任副主席。目前他也在UFO研究檔案館工作。
在2012年和2014年，他先後帶領了兩次對Nammajaure湖的探險，以探尋幽靈火箭。

## 外部連結
- 克拉斯·斯萬在互联网电影资料库（IMDb）上的資料（英文）
- 在瑞典UFO組織網站上的介紹 （页面存档备份，存于）（瑞典文）